# Rajon Kalinkawitschy

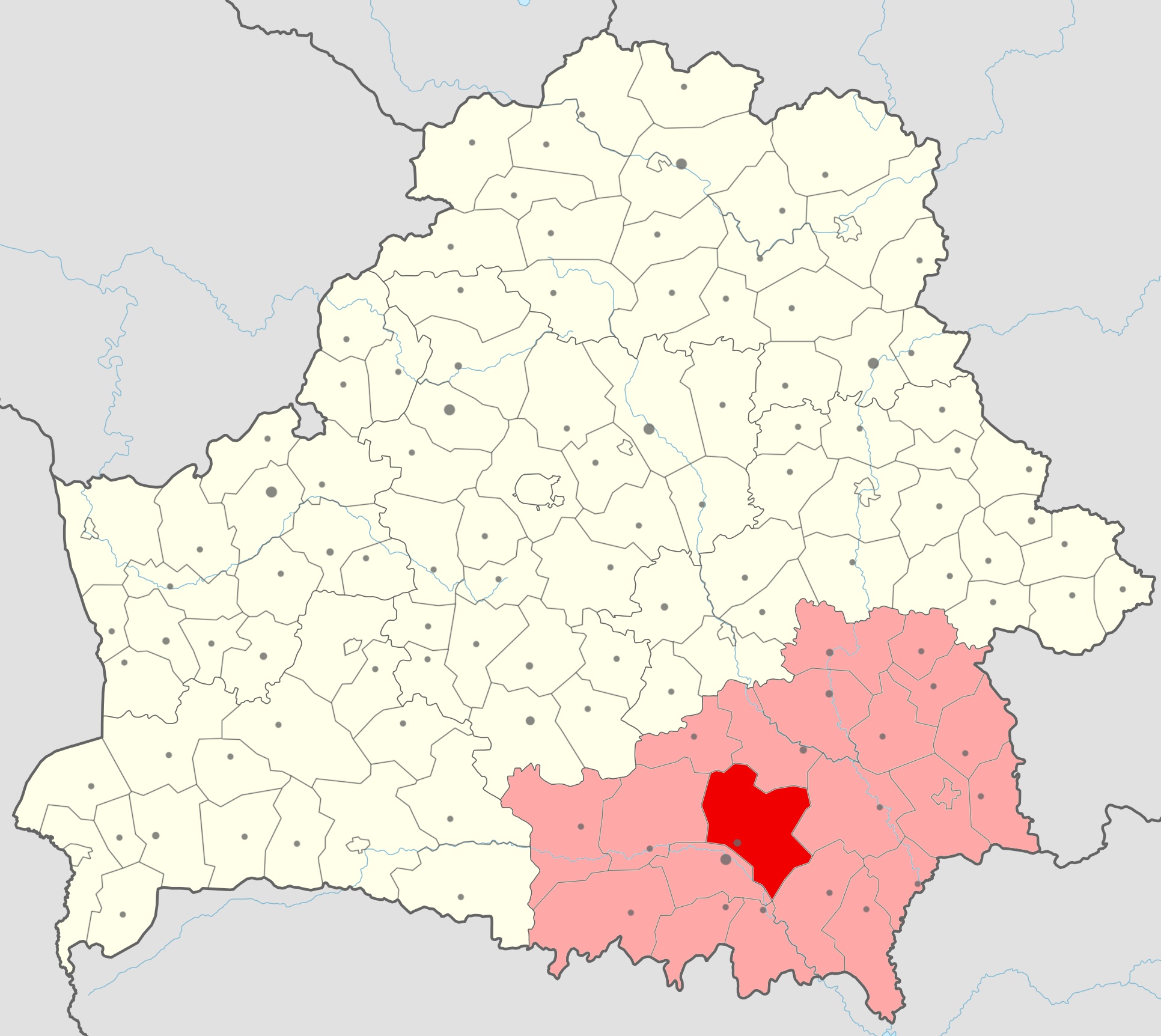
Rajon Kalinkawitschy, Karte

Der Rajon Kalinkawitschy (belarussisch Калінкавіцкі раён Kalinkawizki rajon; russisch Калинковичский район Kalinkowitschski rajon) ist eine Verwaltungseinheit in der Homelskaja Woblasz in Belarus mit dem administrativen Zentrum in der Stadt Kalinkawitschy.

## Geographie
Der Rajon Kalinkawitschy liegt im Südwesten von Belarus. Die Nachbarrajone sind Masyr, Retschyza, Chojniki, Swetlahorsk, Akzjabrski und Petrykau.